# Jenkinshelea tokunagai
Jenkinshelea tokunagai är en tvåvingeart som beskrevs av Eileen D. Grogan och Wirth 1981. Jenkinshelea tokunagai ingår i släktet Jenkinshelea och familjen svidknott.
Artens utbredningsområde är Thailand. Inga underarter finns listade i Catalogue of Life.